# Štefan Strážay
Štefan Strážay (Igrám, 1940. november 10. –) szlovák költő.

## Élete
1940. november 10-én született Igrámban, munkáscsaládból származik. A pozsonyi Comenius Egyetem Bölcsészettudományi Karán, az orosz és szlovák nyelv tanszéken végzett. A diploma megszerzése után 1964 és 1970 között középiskolai tanárként dolgozott a poprádi középiskolában. Ivan Krask-díjat kapott bemutatkozó alkotásáért, A dolgok az asztalon (1966) kötetéért. 1970-től  1972-ig a Slovenské pohľady magazin szerkesztője volt, 1972-től 2000-ig pedig a Slovenský spisovateľ (Szlovák Írói Kiadó) szerkesztője és főszerkesztője. Jelenleg Pozsonyban él.

## Munkássága
Első verseit az egyetemi tanulmányai alatt írta, és orosz nyelvű alkotásokat is fordított, ezeket publikálta a Mladá tvorba irodalmi folyóiratban (1960). 1966-ban mutatkozott be A dolgok az asztalon verseskötettel . Az olvasók számára a csendéletek, a spontaneitás és a kifejezés azonnali érzékeny ábrázolójaként vált ismertté. Munkáiban a születés, a háború, a társadalmi motívumok vagy az anya témáival foglalkozott. Az idő múlásával a pszichológiai feszültség és a szkepticizmus is megjelent a műveiben. Saját munkái mellett az orosz irodalomból is fordított.

## Művei

### Versek
- Veciam na stole (1966) A  dolgok az asztalon
- Úsvit, ale neurčitý (1971) Hajnal, de bizonytalan
- Sviatky (1974) Évad
- Igram (1975)
- Podhorany (1977)
- Palina (1977) Üröm
- Dvor (1981) Bíróság
- Sestra (1985) Nővér
- Malinovského 96 (1985)
- Elégia (1989)
- December (1990)
- Interiér (1992) Belső tér

## Magyarul
- Tóth László (szerk.): A kétfejű macska – Öt szlovák költő Tóth László válogatásában és fordításában – Egyszerű élet (Nap, Dunaszerdahely, 1997, fordította: Tóth László)[1] ISBN 8085509482

## Fordítás
- Ez a szócikk részben vagy egészben  a(z)   Štefan Strážay című szlovák Wikipédia-szócikk ezen változatának fordításán alapul.  Az eredeti cikk szerkesztőit annak laptörténete sorolja fel. Ez a jelzés csupán a megfogalmazás eredetét és a szerzői jogokat jelzi, nem szolgál a cikkben szereplő információk forrásmegjelöléseként.